# Bałutka
Bałutka (dawniej Jamnica) – rzeka w zlewni Odry, dopływ Łódki, na całej długości swego biegu przepływająca przez miasto Łódź.

## Charakterystyka
Początkowy odcinek rzeki jest skanalizowany, pełniący rolę kolektora odprowadzającym wody opadowe z przelewów burzowych, m.in. z osiedla im. Władysława Reymonta na Teofilowie. Od al. Włókniarzy aż do ujścia do rzeki Łódka płynie jako uregulowana rzeka.
W pobliżu rejonu przepływu jej koryta zbudowano kilka małych i dwa większe obiekty produkcyjne: Hausler (cegielnie przy ul. Hipotecznej 13 i Pojezierskiej 60), Buhle – bawełna i półjedwab (Hipoteczna 15), Hasler – browar ul. Zawiszy Czarnego 28, Lindenfeld i Steinemann – farbiarnia i wykończalnia bawełny (Siewna 15 – późniejsza VERA).